# Mark Cavendish
Mark Cavendish, MBE (Ilha de Man, 21 de Maio de 1985) é um ciclista britânico que atualmente corre pela equipe Deceunick Quick-Step. Ele é um especialista em sprint, e considerado um dos maiores velocistas da história do desporto. Possui atualmente 35 vitórias em etapas do Tour de France, sendo o maior vencedor de etapas da corrida, ultrapassando  Eddy Merckx em 2024. Também possui 15 vitórias de etapa no Giro d'Italia e 3 na Vuelta a España, totalizando 53 vitórias em Grand Tours, o que o coloca em 3º na lista de vitórias de etapas em Grand Tours. É também o vencedor da Milão-Sanremo de 2009 e do Campeonato Mundial de Estrada de 2011.